# Cyprinodontoidei
De Cyprinodontoidei zijn een onderorde van straalvinnige beenvissen, een van de twee onderorden binnen de orde Cyprinodontiformes. De Cyprinodontoidei bestaan uit vier superfamilies die voorkomen in Amerika, de Middellandse Zee en in Afrika, inclusief Madagaskar.

## Kenmerken
De vissen zijn slank tot gedrongen, meestal rond in dwarsdoorsnede, en 2,5 tot 32 centimeter lang. In tegenstelling tot de onderorde van de ijsheek Aplocheiloidei, waarvan de buikvinbases dicht bij elkaar liggen, staan ze ver uit elkaar in de Cyprinodontoidei. Een metapterygoïde ontbreekt; bij de Cyprinodontoidei is dit schedelbeen aanwezig. De Cyprinodontoidei hebben twee basibranchialia (botten aan de basis van de kieuwboog), de Aplocheiloidei drie. Het bovenste (dorsale) hypohyale, een bot van het branchiostegale apparaat, is afwezig. De meniscus tussen premaxilla en maxilla ontbreekt. De onderkaak is robuust en in het midden verbreed. Een voorste verlenging van het autopalatine, een gepaard bot in het verhemelte van de vis, is geknikt en hamervormig. Het ligament dat normaal gesproken van het binnenste van de bovenkaak naar het midden van het kraakbeen naar de snuit loopt, ontbreekt.

## Families
- Aphaniidae
- Anablepidae
- Cyprinodontidae (inclusief Cubanichthyinae)
- Fluviphylacidae
- Fundulidae
- Goodeidae
- Orestiidae
- Pantanodontidae
- Poeciliidae
- Procatopodidae
- Profundulidae
- Valenciidae